# 次子-セカンドサンズ-
『次子-セカンドサンズ-』はHBO(日本ではスター・チャンネルが放送)のファンタジー・ドラマ・シリーズである『ゲーム・オブ・スローンズ』の第3章『戦乱の嵐-前篇-』の第8話である。プロデューサーでもあるデイヴィッド・ベニオフ と D・B・ワイスによって、原作『剣嵐の大地』に基づいて脚本が書かれ、 ミシェル・マクラーレンが監督した。
キングズランディングでティリオン・ラニスターとサンサ・スタークが婚儀を挙げる。メリサンドルはジェンドリーをドラゴンストーンに連れて来て、その血で王位僭称者たちを呪う。アリアは母と兄のいる〈双子城〉に向かう。ユンカイを守る傭兵軍団〈次子〉のダーリオ・ナハーリスが、裏切ってデナーリスに仕える。サムは黒曜石がホワイト・ウォーカーを倒す事を知る。

## あらすじ

### キングズランディング
婚儀を数時間後に控え、ティリオン(ピーター・ディンクレイジ)はサンサ(ソフィー・ターナー)を部屋に訪ねて、自分の妻になる不安を和らげようとする。ベイラー大聖堂では、サーセイ太后(レナ・ヘディ)がレディ・マージェリー(ナタリー・ドーマー)にキャスタミアのレイン家の話をし、かつてラニスター家に反逆した旗主のレイン家を父タイウィンが根絶やしにしたことを話して脅す。大聖堂に着いたサンサは、ジョフリー王(ジャック・グリーソン)に付き添われて新郎のもとへ歩く。ティリオンはサンサにラニスター家の色の外套をかけるために踏み台を用意していたが、ジョフリーは踏み台を持って立ち去り叔父を辱める。出席者がしばしざわめいた後、ティリオンはサンサに膝まずかせ、二人は結婚する。
婚儀の後の祝宴で、ティリオンはひどく酔っ払い、サンサとタイウィン(チャールズ・ダンス)をいら立たせる。タイウィンは飲酒をやめて新妻と子供を作れと促す。ジョフリーは、王の初夜権によってサンサを犯すと脅した後、床入りの儀式を呼び掛けるが、ティリオンはジョフリーを去勢すると脅して拒否する。タイウィンが割って入り、ティリオンは酔ったせいだと言い訳をして処罰を免れる。直後にティリオンはサンサと宴を抜け出す。タイウィンが床入りを済ませるよう命じたにもかかわらず、サンサが望むまでは寝床を共にしないとティリオンは言う。翌朝、サンサの侍女でティリオンの愛人のシェイ(シベル・ケキリ)が部屋を訪れ、床入りが済んでいないことを確認する。

### ドラゴンストーン
メリサンドル(カリス・ファン・ハウテン)はジェンドリーを連れてドラゴンストーンに戻る。 スタニス(スティーヴン・ディレイン)王に引き合わせると、スタニスは兄ロバートの落とし子だとすぐにわかる。ジェンドリーを自室に行かせた後、スタニスとメリサンドルはジェンドリーの処遇を話し合う。ダヴォス(リアム・カニンガム)は牢で字を読む練習を続けている。スタニスがダヴォスを訪れ、メリサンドルがジェンドリーを犠牲に捧げようとしていると話す。ダヴォスは、スタニスの甥であるジェンドリーを殺すことに反対するが、スタニスは翻意しない。メリサンドルを二度と殺そうとはしないと誓わせて、スタニスはダヴォスを釈放する。
後に、メリサンドルはジェンドリーを訪ね、しばらく話をした後、服を脱がせ、二人は性交をする。メリサンドルは、ジェンドリーに流れる王の血に力があるといい、ジェンドリーの手足を縛って体の上に3匹の蛭を置き、血を吸わせる。スタニスがやって来て蛭を焼く儀式を行い、敵とみなす王位僭称者たちの名前を読み上げる。ロブ・スターク、ベイロン・グレイジョイ、そしてジョフリー・バラシオンである。

### リヴァーランド
アリア(メイジー・ウィリアムズ)はサンダー・クレゲイン(ロリー・マッキャン)が寝ている間に殺そうとするが、目覚めていたサンダーに退けられる。二人はキャンプを出発し、アリアの兄のロブから身代金を得るために、エドミュア(トビアス・メンジーズ)とウォルダー・フレイの娘の婚儀が行われる〈双子城〉に向かう。

### 狭い海の向こう側
サー・ジョラー・モーモント(イアン・グレン)はデナーリス(エミリア・クラーク)に、ユンカイはメロと言う名の男が率いる傭兵集団〈次子〉を雇っていると言う。デナーリスはメロとその副長二人に面会する。メロを買収して寝返らせようとし、二日間の猶予を与える。三人は〈次子〉の陣に戻り、一人がデナーリスの陣に忍び込んで暗殺する計画を話し合う。籤を引いて、ダーリオ・ナハーリス(エド・スクレイン)が選ばれる。
夜が更けた後、ダーリオは〈穢れなき軍団〉の兵士のふりをしてデナーリスの陣に忍び込む。デナーリスのテントに入って、デナーリスとミッサンデイに、メロともう一人の副長の首を見せる。ダーリオは膝まずき、〈次子〉と自分はデナーリスに仕えると誓う。

### 〈壁〉の向こう側
サム(ジョン・ブラッドリー)とジリ(ハンナ・マリー)は〈壁〉に向かう旅を続ける。夜、無人の小屋に泊まり、ジリの息子の名前を話し合う。近くで鴉の群れが鳴くのが聞こえ、サムは調べるために小屋を出る。直後にホワイト・ウォーカーがサムを襲い、触れただけでサムの剣は砕け、サムは突き倒される。ウォーカーは子を手に入れようとジリを襲うが、サムが黒曜石の槍先で突き刺すと砕け散る。サムは武器を雪の中に投げ出してジリと闇の中に逃げ、鴉に追いかけられる。

## 製作

### 脚本
原作第三部『剣嵐の大地』の第19、29、37、43、47、48章に基づいて、プロデューサーでもあるデイヴィッド・ベニオフ と D・B・ワイスが脚本を書いた。

### ロケーション
ほとんどのシーンはベルファスト近郊のスタジオで撮影された。

## 評判

### 視聴者数
初回放送は510万人が視聴し、18-49歳では2.6%の視聴率となった。

### 賞
ピーター・ディンクレイジは2013年プライムタイム・エミー賞の助演男優賞ドラマシリーズ部門にノミネートされたため、本エピソードを提出した。またヘアスタイリング賞シングルカメラ・シリーズ部門にノミネートされた。

## 参照
1. ↑  Glover, Daniel (2013年5月19日). “Game of Thrones: Second Sons Sunday Night TV Ratings”.   Seattle Post-Intelligencer. 2013年5月21日閲覧。